# اسدآباد (کوهدشت)
اسدآباد روستایی در دهستان طرهان شرقی بخش طرهان شهرستان کوهدشت استان لرستان ایران است.

## جمعیت
بر پایه سرشماری عمومی نفوس و مسکن در سال ۱۳۹۵ جمعیت این روستا ۱۴۶ نفر (۴۰خانوار) بوده‌است.